# Gisella Perl
Gisella Perl  (Sighetu Marmaţiei, Reino de Hungría, 10 de diciembre de 1907 - Herzliya, Israel, 24 de noviembre de 1988) fue una ginecóloga judía que realizó más de mil abortos a sus compañeras prisioneras del campo de concentración de Auschwitz para salvarlas de los tormentos a los que las sometían los nazis.

## Biografía
Perl nació y vivió en la ciudad de Sighetu Marmaţiei, en aquel entonces bajo dominio húngaro, y en la actualidad parte de Rumanía, hasta el año 1944, cuando los nazis invadieron Hungría y deportaron a su población judía.
Fue la mayor de cuatro hermanos, su padre Moshe Perl no quería que se hiciera ginecóloga por miedo a que perdiera la fe judía. Tuvo una juventud muy acomodada gracias a que su padre era un importante comerciante. En ese entonces Siguetu tenía una gran comunidad judía que bordeaba el 75% de la población total de Siguet. Fue deportada junto a su familia al campo de concentración de Auschwitz, donde perdió a su marido y a su único hijo varón, además del resto de su familia y a sus padres. Se la obligó a trabajar como médica en el campo, con la tarea de ayudar a sus compañeras prisioneras para que mejorasen de sus enfermedades y de sus problemas derivados de la incomodidad, la insalubridad y los horrores del campo. Sin embargo, no podía hacer mucho por ellas, ya que no contaba con antisépticos, vendajes limpios ni agua corriente. Adquirió notoriedad, pese a los contratiempos, por haber salvado la vida de cientos de madres ayudándolas a abortar, ya que las mujeres embarazadas solían ser golpeadas y asesinadas o utilizadas por el Dr. Josef Mengele para hacer vivisecciones.
Después de abandonar el campo de concentración de Bergen-Belsen, su último destino, descubrió que tanto su esposo como su hijo habían muerto. Intentó envenenarse y fue enviada a un convento en Francia hasta 1947, para recuperarse. En marzo de ese mismo año viajó a la ciudad de Nueva York, donde fue interrogada bajo sospecha de haber asistido a los médicos nazis de Auschwitz en su tarea de violación de los derechos humanos. Finalmente, en 1951, se le concedió la ciudadanía estadounidense. Ingresó al Hospital Monte Sinaí en Nueva York para trabajar como ginecóloga y asistió en el parto de alrededor de tres mil bebés sólo en Nueva York, convirtiéndose en experta en tratamientos contra la infertilidad.
En junio de 1948, publicó la historia de su vida en Auschwitz, I was a doctor in Auschwitz, detallando los horrores que debió vivir allí como médica prisionera. Más tarde se reunió con su hija, Gabriella Krauss Blattman, a quien había logrado esconder durante la guerra, y ambas hicieron aliá hacia Israel donde se instalaron en la ciudad de Herzliya. Falleció en Israel en 1988.

## Publicaciones
La Dra. Perl escribió o co-escribió nueve publicaciones relacionadas con las infecciones ginecológicas, editadas entre 1955 y 1972.  
En junio de 1948, publicó la historia de su vida en Auschwitz, en la que detalló los horrores que padeció allí, titulada I was a doctor in Auschwitz.
En 2003, se estrenó una película titulada Out of the Ashes, la cual está basada en su vida y es protagonizada por Christine Lahti como la Dra. Perl.

## Literatura
- Gisella Perl. I was a doctor in Auschwitz, International Universities Press, New York 1948.

- Ernst Klee. Auschwitz. Täter, Gehilfen und Opfer und was aus ihnen wurde. Ein Personenlexikon, S. Fischer Verlag, Frankfurt am Main 2013, ISBN 978-3-10-039333-3.